# Empis papuana
Empis papuana är en tvåvingeart som beskrevs av Mario Bezzi 1904. Empis papuana ingår i släktet Empis och familjen dansflugor. Inga underarter finns listade i Catalogue of Life.